# František Vrána (skladatel)
František Vrána (14. listopadu 1914 Bystřice pod Hostýnem – 16. června 1975 Praha) byl český klavírista a hudební skladatel.

## Život
Na konzervatoři v Brně studoval hru na varhany u Eduarda Treglera a skladbu u Viléma Petrželky. Ve skladbě pokračoval na mistrovské škole v Praze u Josefa Suka a Vítězslava Nováka a dále studoval hru na klavír u Viléma Kurze.
V letech 1939–1945 byl klavíristou v ostravském studiu Čs. rozhlasu a po osvobození působil jako klavírista a hudební režizér v Praze. Na koncertech často vystupoval jako doprovazeč a společně s Marií Knotkovou vytvořili klavírní duo.
Za svou činnost obdržel státní vyznamenání Za vynikající práci.

## Dílo

### Klavírní skladby
- Praeludium a passacaglia (1936)
- Sonáta op. 11 (1938, získala cenu Čs. spolku pro komorní hudbu)
- Preludia op. 16 (1939)
- Serenáda (1948)
- Fantasie (1949)

### Varhanní skladby
- Passacaglia
- Dvě koncertní etudy (1936)

### Komorní skladby
- Klavírní trio (1934)
- 1. smyčcový kvartet (1936)
- Romance a Burleska (1936)
- 2. smyčcový kvartet (1937)
- Sonáta pro housle a klavír (1942)
- Sonatina pro violu a klavír (1940)
- Suita pro violoncello a klavír op. 19 (1942)
- Sonáta pro violoncello a klavír (1944)
- Trio (1974)

### Orchestrální skladby
- 2 ouvertury (1936, 1937)
- Concertino pro klavír (1937)
- Suita op. 30
- 1. klavírní koncert (1941)
- Concertino pro violu a orchestr (1944)
- Taneční suita pro malý orchestr (1952)
- Sinfonia giocosa op. 31 (1956)
- 2. klavírní koncert op. 32 (1957)

### Písně
- Svítání (1938)
- Čtyři písně na dětskou poesii V. Sokolové (1938)
- Země-sudička (1943)
- Písně řemeslníků (1948)
- 6 písní na slova Jaroslava Seiferta op. 30 (1953)
- Tři madrigaly na Roberta Burnse op. 33
- Král Ječmínek
- Šest madrigalů (1965)